# Thomas A. Hendricks
Thomas A. Hendricks (n. 7 septembrie 1819 - d. 25 noiembrie 1885) a fost un politician american, Vicepreședinte al Statelor Unite ale Americii în 1885.